# Chiesa del Gesù (Perugia)
La chiesa del Gesù è un edificio di culto di Perugia.

## Ubicazione
Si trova nel Rione di Porta Sole, in Piazza Matteotti, un tempo detta del Sopramuro, un luogo centrale voluto dai gesuiti, dove era ubicato anche lo Studium Generale (Università) e Il Palazzo del Capitano del Popolo, sede della Magistratura.

## Storia
La struttura occupa l’area che un tempo era delle chiese di Sant'Andrea e della Compagnia del San Salvatore. La costruzione si iniziò nel 1562 su commissione dal vescovo perugino cardinale Fulvio della Corgna, con progetto dell'architetto gesuita Giovanni Tristano, destinata alla nascente Compagnia di Gesù. Nel 1596 fu ingrandita con l’aggiunta della crociera e completata nel 1620 da Valentino Martelli. La parte superiore della facciata fu completata nel 1938 dall’architetto Edoardo Vignaroli.  Nel 1775 con la soppressione della Compagnia di Gesù, fu affidata ai Barnabiti e in questa occasione fu spogliata di molte opere che emigrarono a Roma. Durante il governo napoleonico i Barnabiti furono allontanati per quattro anni, nel 1837 poterono ritornare e riprendere la loro attività. Dopo l'unità d'Italia (1860), il nuovo governo li privò di tutti i loro beni, che attualmente appartengono al Ministero dell'interno, mentre la gestione rimase in capo a loro fino alla loro partenza avvenuta nel 2020, per cui attualmente la chiesa è gestita dall'arcidiocesi di Perugia-Città della Pieve

## Interno della chiesa superiore

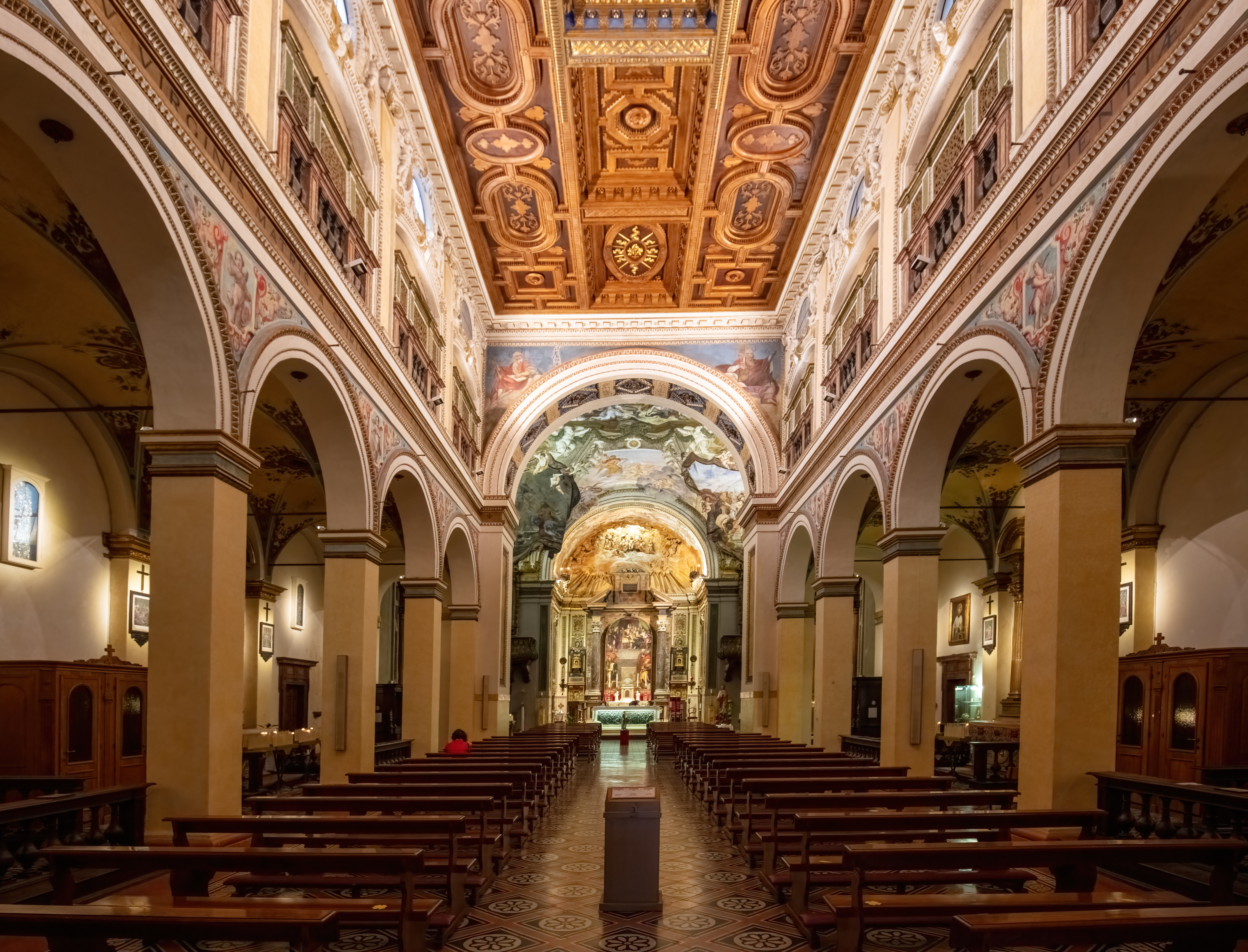
Interno della chiesa

L'interno barocco a tre navate è riccamente decorato con ampia profusione di oro. Il magnifico soffitto a lacunari del XVI secolo, intagliato e dorato su fondo azzurro, nel 1989 fu colpito da un grave incendio che lo danneggiò  gravemente; nel 2001 è stato quindi ricostruito.
Gli altari delle navate sono lignei intagliati e dorati, con colonne corinzie che mostrano dipinti dell’inizio del XX secolo: Sant'Antonio da Padova, San Giuseppe e Gesù del pittore Polacco Ysoldatij e Sant'Anna e Maria di Stefano Landi. Nella Cappella dedicata a Sant'Anna è collocato un fine dipinto di piccolo formato:  “Gesù agonizzante” che, stando alla dedica scritta nel retro viene attribuito a Federico Barocci (XVI secolo). Opere scultoree di pregio sono il Crocifisso ligneo nella cappella del Crocifisso e uno più piccolo in bronzo precedentemente collocato nell’Oratorio dei Contadini, ambedue attribuiti a Bartolomeo Tronchi (XVI secolo).  Nell’altare dedicato ai fondatori dell’Ordine Barnabita è una tela di Paolo Bartolini (XX secolo). La volta del presbiterio è interamente affrescata del genovese Giovanni Andrea Carlone raffigura le storie di Giosuè testimonia l’antico splendore della chiesa avuto nel XVII secolo.

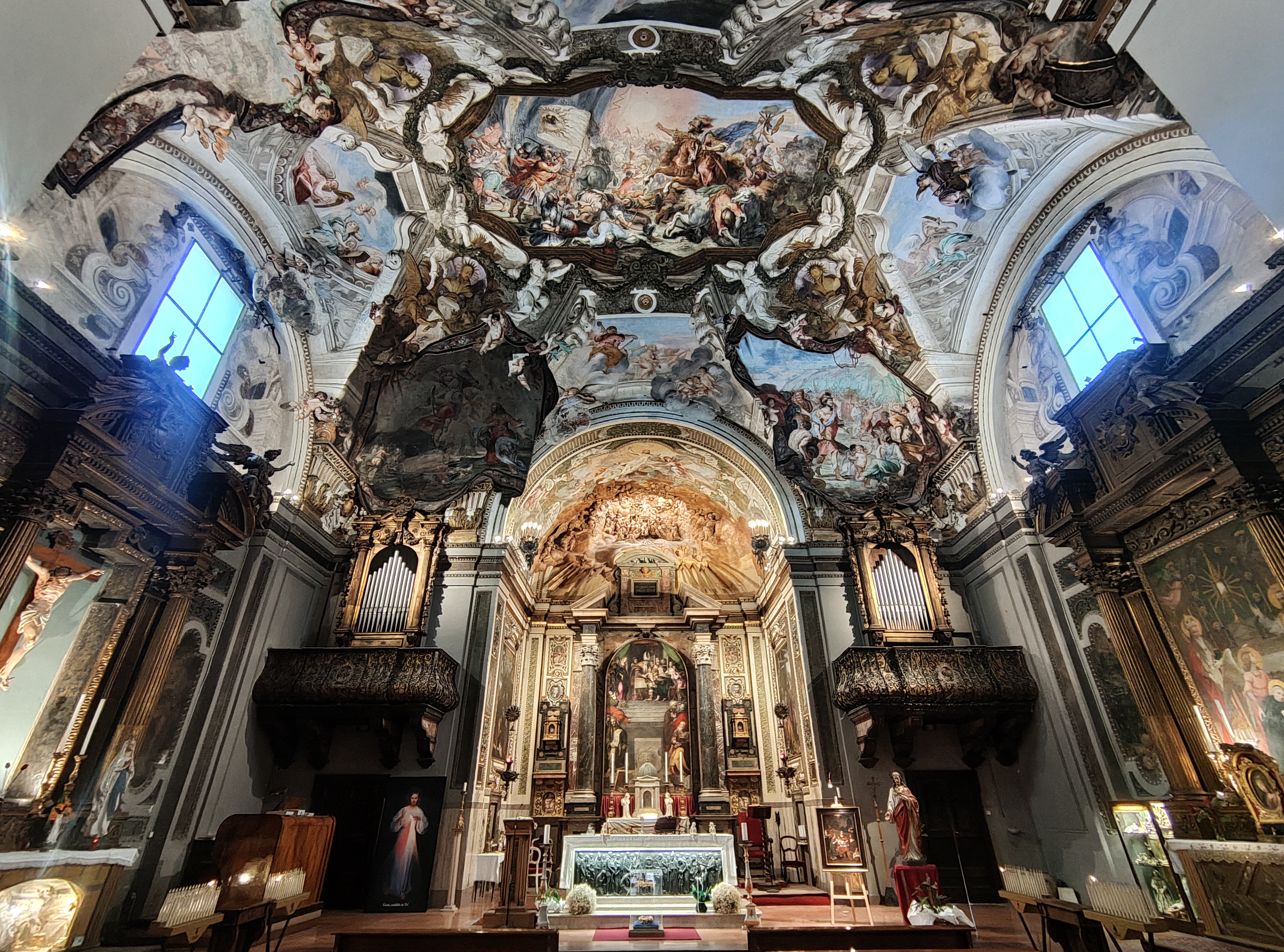
Andrea Carlone, panoramica del presbitero della chiesa del Gesù

Altare chiesa del Gesù - Pala Circoncisione di Gesù, opera del fiammingo Michele Desubleo (XVII)

La pala dell’altare maggiore con la Circoncisione di Gesù , è opera del fiammingo Michele Desubleo (XVII secolo) ed è inserita tra due colonne di marmo nero africano . Nell’abside sono due tele del XVII secolo del perugino Stefano Amadei: La nascita di Gesù e l’Adorazione dei Magi. Il paliotto dell’altare è opera moderna, ma perfettamente integrata, dello scultore perugino Artemio Giovagnoni (XX secolo). Da notare il lucernaio detto del Paradiso. Sopra la porta della sacrestia è un dipinto di piccolo formato: la Natività di Maria di Pietro da Cortona precedentemente collocato nell’Oratorio dei Contadini. Fino al 1773 era in questo luogo la celebre Madonna delle ciliegie (1573), scampata alle requisizioni napoleoniche, dopo la soppressione dell’ordine Gesuita fu trasferita in Vaticano dove è  tuttora conservata nella Pinacoteca . Entrati nella sacrestia si può ammirare nella parete di fondo,  una Natività di scuola del Perugino e nella volta un affresco del XVIII di Andrea Pozzo .  Le pareti sono interamente ricoperte di armadi in noce del XVIII.

## Gli oratori
Costruita a più piani come San Ercolano e San Benedetto vecchio a ridosso del muro etrusco; è ritenuta tra le chiese più particolari e segrete della città perché al di sotto della parte absidale si susseguono tre oratori, l’uno sotto l’altro, a forma di torre, visibili esternamente dalla terrazza del mercato. La struttura architettonica del complesso edilizio è precedente all’adattamento ad oratorio, perché la Compagnia di Gesù si insediò su strutture preesistenti.

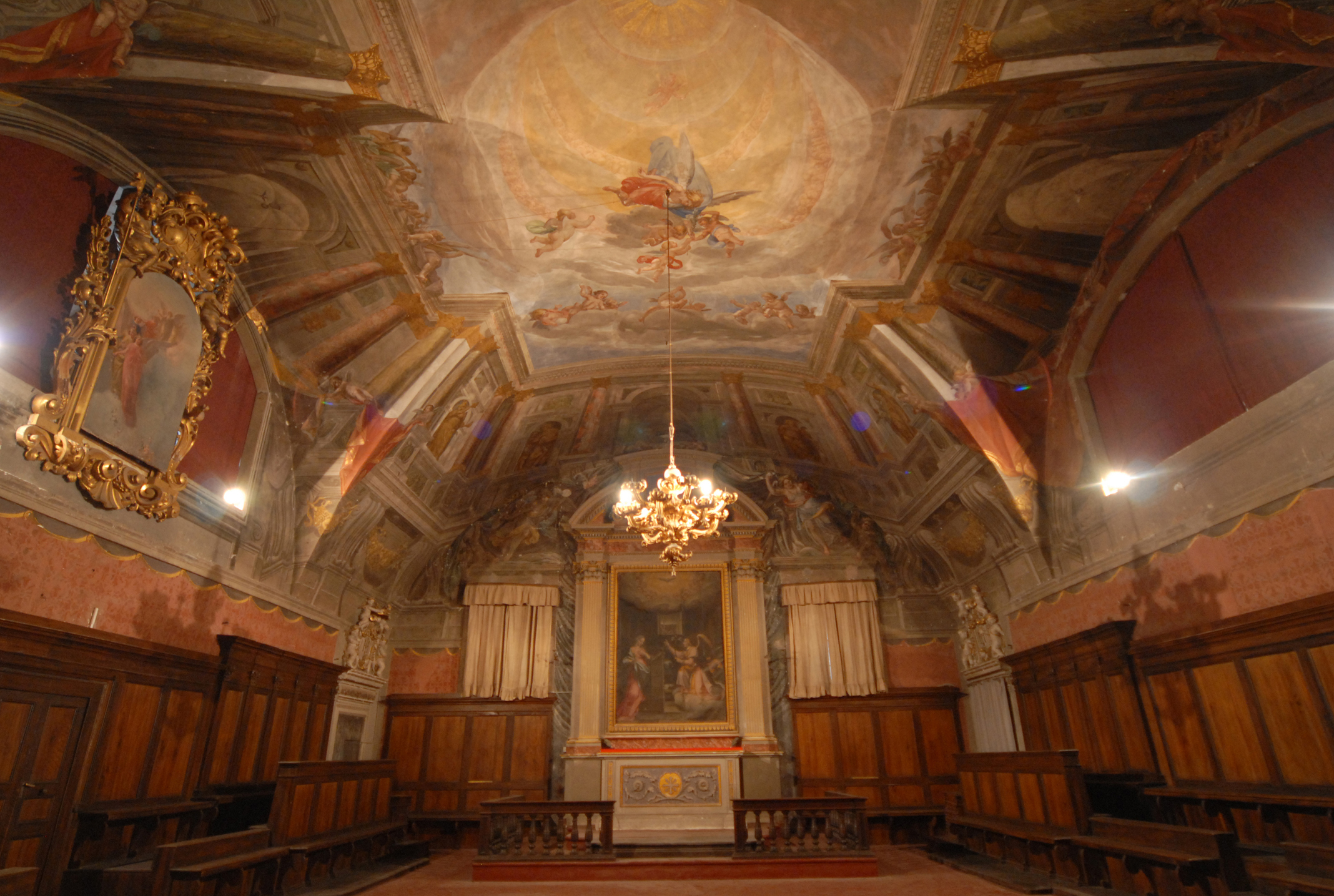
Oratorio dei Nobili- Chiesa del Gesù

Gli Oratori sono posti secondo la gerarchia sociale: più in alto è l'Oratorio della Congregazione dei Nobili, quindi quello degli Artisti e Mercanti, in basso quello dei Contadini residenti nel contado. Quest’ultimo oratorio, per accentuare la diversità sociale, aveva l'accesso esterno, fuori delle mura urbiche, mentre i due oratori sopra, comunicanti tra loro, avevano l'accesso riservato ai cittadini che abitavano dentro le mura urbiche. I Gesuiti, in quanto ordine religioso difensore e promotore della cultura post-tridentina, hanno facilitato e promosso questa cultura della separazione sociale. Successivamente la rimozione antigesuitica e antipapale poi, si è esplicata anche nel patrimonio artistico, tanto che questi magnifici oratori barocchi sono diventati dei luoghi chiusi e segreti anche per i residenti, destinati quindi all’oblio.

### L'Oratorio della Congregazione dei Nobili
Il primo “Oratorio Dei Nobili”, fondato nel 1596 dalla omonima congregazione è dedicato all'Annunziata. La decorazione ad affresco fu commissionata ai pittori assisiati Girolamo Martelli e Cesare Sermei (XVII secolo). La volta è affrescata ad effetto sfondamento con motivi architettonici fortemente prospettici, tendenti all'alto; al di sopra una limpidissima atmosfera celeste su cui si irradia la luce della Colomba dello Spirito Santo , con l'Arcangelo Gabriele ,  L'Eterno e schiere di angeli . Alle pareti lo spazio è scandito da una grandiosa architettura prospettica in cui sono dipinti a monocromo le Virtù Cardinali. All'altare è l'Annunciazione di Pietro Racanelli (XVII secolo), sopra all'altare dipinti prospettici di Pietro Carattoli (XVIII secolo). Sulla parete opposta all'altare sono due tele semicircolari : il Sogno di Giacobbe  e Elia sfamato dall’angelo di un maestro discepolo di Guido Reni: Bartolomeo Giorgetti, del XVII secolo.

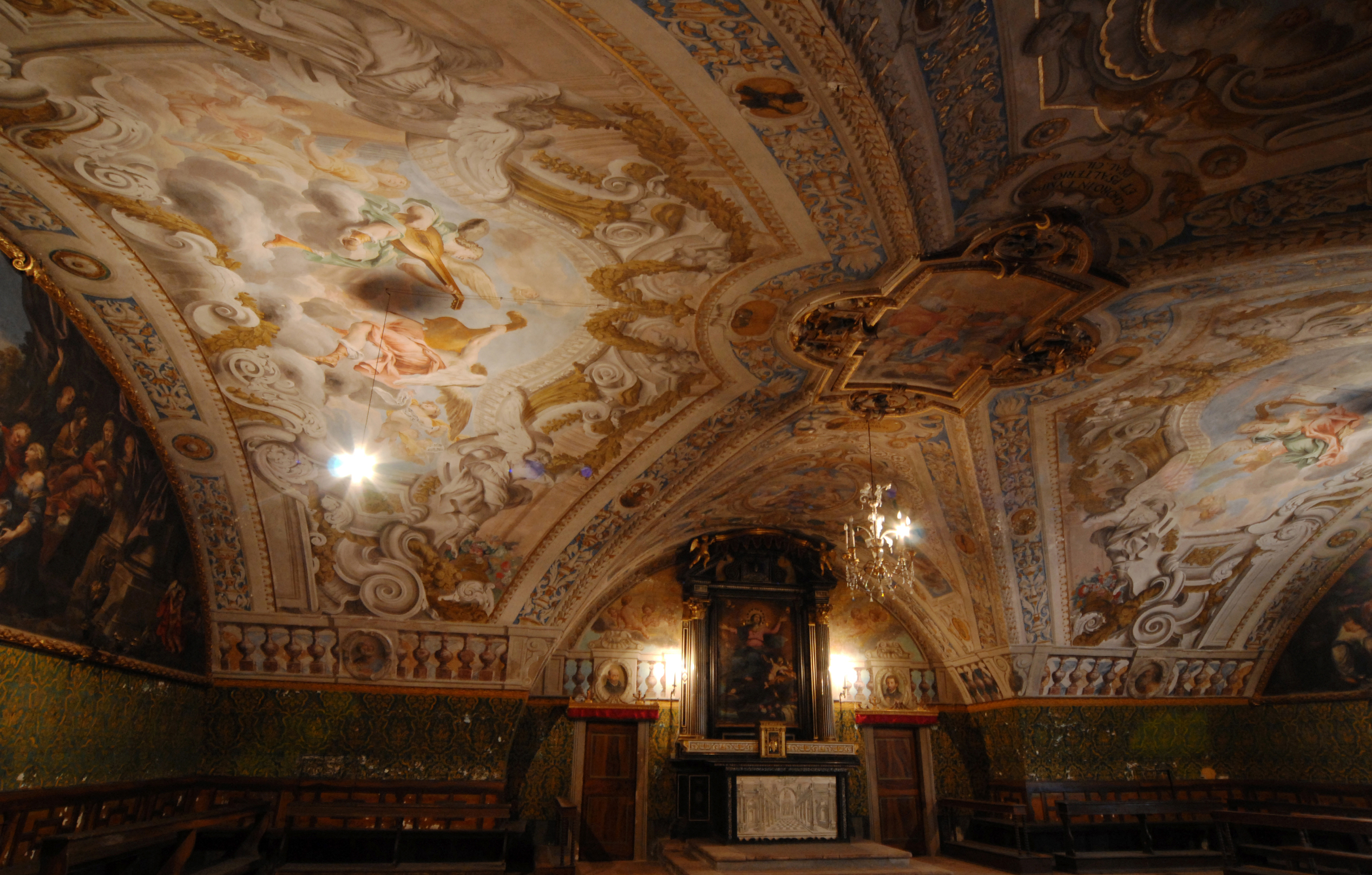
Cesare Sermei, Volta dell'Oratorio degli Artisti- 2º livello sotto la chiesa del Gesù

### L’oratorio della Congregazione degli Artisti
Al piano sottostante segue l’oratorio della “Congregazione degli Artisti” (1603) con affreschi ispirati ai temi mariani di Cesare Sermeii, Giovanni Andrea Carlone, e due grandi lunettoni dei perugini Paolo Gismondi con Natività della Vergine , di Pietro Montanini con Presentazione al Tempio (XVII secolo). Pregevole e unico in Umbria nel suo genere è l'altare con intarsi in avorio ed ebano, eseguito da Fortunato Tedesco (XVII secolo), sormontato da una tela di Francesco Amadei (XVII secolo). Nella Cantoria un rarissimo esemplare di organo seicentesco con decorazioni a grottesco pompeiano di Armodio Maccioni da Cerreto, uno dei massimi esponenti della scuola organaria umbra.

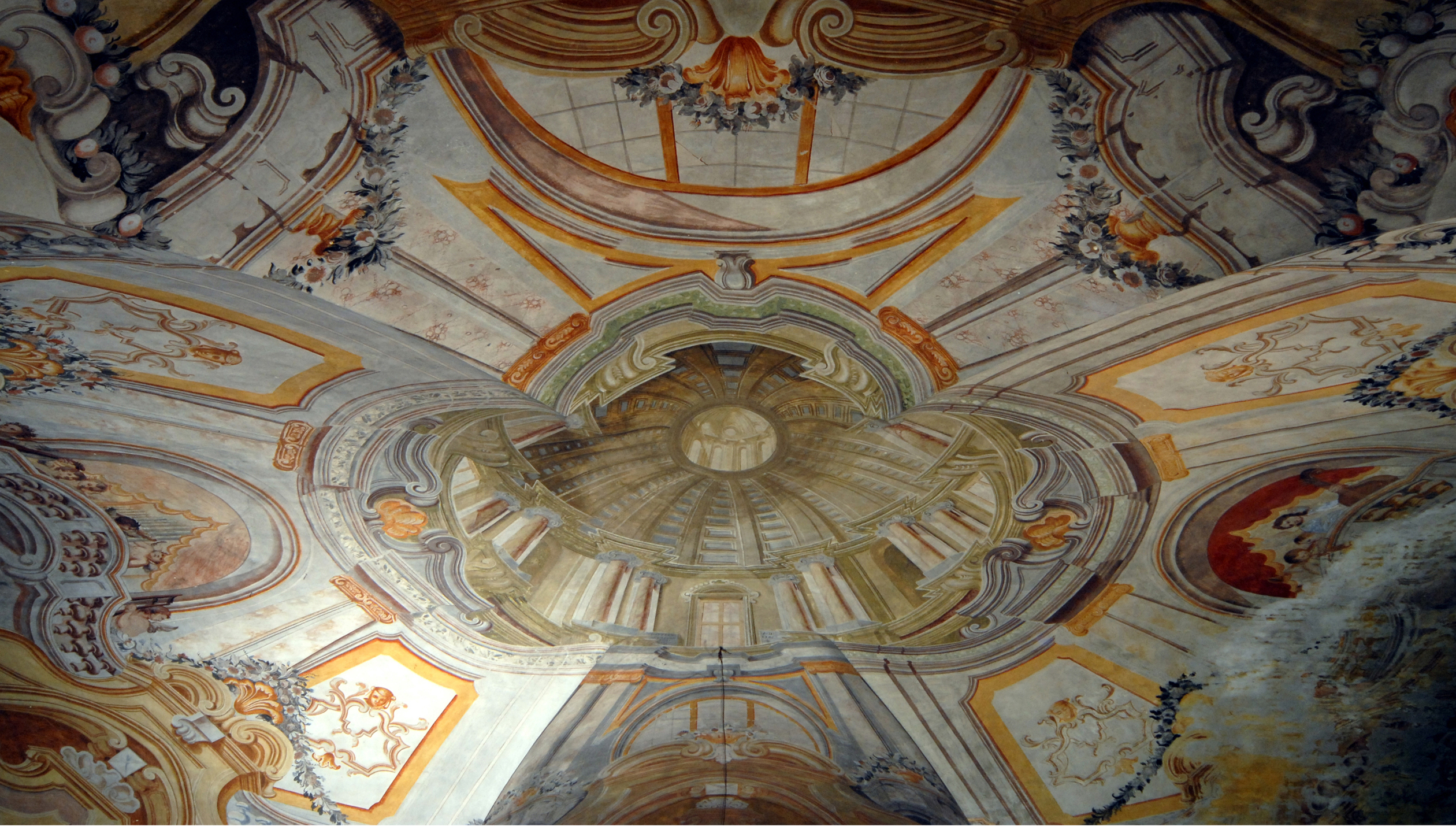
Pier Francesco Colombati, Oratorio dei Contadini, volta, 3º livello sotto la chiesa del Gesù

### L’oratorio dei contadini o dei Coloni
L’ingresso non è dalla Piazza Matteotti, ma alla base del complesso edilizio, da via Angusta trav. via Alessi, come per rimarcare la distinzione sociale. È a pianta quadrangolare con volte a quattro vele concentriche dipinte da Pier Francesco Colombati nel 1746 con figure bibliche e architetture finte. Il centro visivo è costituito dalla volta centrale che rappresenta una elaborata cupola fortemente prospettica.